# County Cavan
County Cavan (Iers: an Chabháin) is een graafschap in Ierland, en maakt deel uit van de vroegere provincie Ulster. Het graafschap heeft een oppervlakte van 1931 km², en een inwoneraantal van 73.183 (2011). Er is weinig industrie naast agrarische productie.
Het werd gesticht door Elizabeth I van Engeland. Omliggende graafschappen zijn Leitrim, Longford, Meath, Westmeath in de republiek, en Fermanagh in Noord-Ierland.

## Plaatsen
De hoofdstad is Cavan. De grotere plaatsen in County Cavan zijn:
| Engels         | Iers                       | Inwoners |
| -------------- | -------------------------- | -------- |
| Arvagh         | Ármhach                    | 419      |
| Bailieborough  | Coill an Chollaigh         | 2.683    |
| Ballinagh      | Béal Átha na nEach         | 936      |
| Ballyconnell   | Béal Átha Conaill          | 1.105    |
| Ballyjamesduff | Baile Shéamais Dhuibh      | 2.661    |
| Belturbet      | Béal Tairbirt              | 1.369    |
| Blacklion      | An Blaic / An Leargaidh    | 175      |
| Butlersbridge  | Droichead an Bhuitléaraigh | 271      |
| Cavan          | An Cabhán                  | 10.914   |
| Cootehill      | Muinchille                 | 1.853    |
| Dowra          | An Damhshraith             | 147      |
| Killeshandra   | Cill na Seanrátha          | 248      |
| Kingscourt     | Dún an Rí                  | 2.499    |
| Mullagh        | An Mullach                 | 1.348    |
| Stradone       | Sraith an Domhain          | -        |
| Virginia       | Achadh an Iúir             | 2.648    |

Het graafschap bevat veel meren en beweert er 365 te hebben: 1 voor iedere dag van het jaar. Voor bezoekers is het dan ook een ideale plaats om te vissen. De langste rivier in Ierland, de Shannon ontspringt in het graafschap. Ook ligt een groot gedeelte van het kanaal dat Upper Lough Erne met de Shannon verbindt in het graafschap. Verder heeft het landschap veel drumlins.
Op de Ierse nummerplaten staat Cavan afgekort tot CN. De sportkleuren van het graafschap zijn wit en lichtblauw.